# O kultu osebnosti in njegovih posledicah
O kultu osebnosti in njegovih posledicah, bolj znan kot Tajni govor, je bilo poročilo sovjetskega voditelja Nikite Hruščova, prvega sekretarja Komunistične partije Sovjetske zveze, na 20. kongresu Komunistične partije Sovjetske zveze 25. februarja 1956. Na tem govoru je bil Hruščov močno kritičen do vladanja pokojnega sekretarja Josifa Stalina, zlasti glede njegovih čistk, ki so še posebej zaznamovale zadnja leta 1930-ih. Hruščov je obtožil Stalina, da je spodbujal kult osebnosti, čeprav je navidezno podpiral ideale komunizma. Govor je na Zahodu objavila izraelska obveščevalna agencija Shin Bet, ki ga je prejela od poljsko-judovskega novinarja Wiktorja Grajewskega.
Govor je bil v svojem času velik šok. Obstajajo poročila, da se je občinstvo na več točkah odzvalo z aplavzom in smehom. Obstajajo tudi poročila, da so nekateri od prisotnih doživeli srčni napad, drugi pa so pozneje storili samomor zaradi šoka nad razkritjem Stalinove uporabe terorja. Zmeda, ki je nastala med številnimi sovjetskimi državljani, ki je nastala na ponegirikih in trajnem hvaljenju Stalina, je bila še posebej očitna v Gruziji, Stalinovi domovini, kjer so se dnevi protestov in nemirov končali z zatiranjem sovjetske vojske 9. marca 1956. Na Zahodu je govor politično uničil organizirane komuniste; samo komunistična partija ZDA je v tednih po objavi govora izgubila več kot 30.000 članov.
Ljudska republika Kitajska (pod vodstvom Maa Cetunga) in Albanija (pod vodstvom Enverja Hoxhe) sta govor navedli kot glavni vzrok za kitajsko-sovjetski spor ter tudi albansko-sovjetski spor, oba diktatorja pa sta Hruščova označila za revizionista. V odgovor sta obe državi ustanovili protirevizionistično gibanje, ki je kritiziralo post-Stalinovo vodstvo Komunistične partije Sovjetske zveze, ker naj bi kritiziralo in izkoreninilo s poti tako Lenina kot tudi Stalina. Mao Cetung in Enver Hoxha, ki sta občudovala in se zgledovala po Stalinovi diktaturi, sta v približno tem času tudi prekinila uradne diplomatske odnose z Sovjetsko zvezo, saj je ta po Hruščovih reformah sprejela v veliki meri manj zatiralsko politiko, kar pa obema diktatorjema ni bilo všeč.
Govor je bil mejnik v otoplitvi Hruščova. Morda je služil skritim motivom Hruščova, da je legitimiral in utrdil svoj nadzor nad partijo in vlado Sovjetske zveze po političnih bojih z Georgijem Malenkovim in trdnimi Stalinu zvestimi zavezniki, kot je Vjačeslav Molotov, ki so bili v različni meri vpleteni v čistke. Poročilo je dobilo ime "Tajni govor", ker je bilo podano na nejavni zaprti seji delegatov stranke, pri čemer so bili izključeni gostje in novinarji. O besedilu poročila Hruščova so v začetku marca veliko razpravljali v partijskih celicah, pogosto so sodelovali tudi nestrankarski člani. Uradno rusko besedilo je bilo odkrito objavljeno šele leta 1989, med kampanjo glasnosti sovjetskega voditelja Mihaila Gorbačova. 

## Govor
Javna seja 20. kongresa se je uradno končala 24. februarja 1956, ko se je med delegate razširilo sporočilo, da se vrnejo v Veliko dvorano Kremlja na dodatno "zaprto sejo", na kateri so sodelovali novinarji, gostje in delegati iz "bratskih  stranke" izven Sovjetske zveze niso bile povabljene. Upravičenim za sodelovanje so bile izdane posebne prepustnice, z dodatnimi 100 nekdanjimi člani stranke, ki so bili pred kratkim izpuščeni iz mreže sovjetskih taborišč, dodanih skupščini, da bi dodali moralni učinek.
Premier Nikolaj Bulganin, predsednik Sveta ministrov Sovjetske zveze in tedanji zaveznik Hruščova, je sejo sklical na red in nemudoma prepustil besedo Hruščovu, ki je svoj govor začel kmalu po polnoči 25. februarja. V naslednjih štirih urah je Hruščov govoril »O kultu osebnosti in njegovih posledicah« pred osuplimi delegati. Med napetim poročilom je nekaj ljudi zbolelo in so jih morali odstraniti iz dvorane.
Hruščov je bral iz pripravljenega poročila, stenografski zapis zaprte seje pa ni bil shranjen. Po predstavitvi Hruščova ni sledilo nobeno vprašanje ali razprava, delegati pa so dvorano zapustili v stanju akutne dezorientacije. Še isti večer so v Kremelj poklicali delegate tujih komunističnih partij in jim dali možnost prebrati pripravljeno besedilo Hruščovega govora, ki je bil obravnavan kot strogo tajni državni dokument.
1. marca je bilo besedilo Hruščovega govora v tiskani obliki razdeljeno višjim funkcionarjem Centralnega komiteja. Temu je 5. marca sledilo znižanje stopnje tajnosti dokumenta z "strogo zaupno" na "ni za objavo". Centralni komite stranke je naročil, da se Hruščovovo poročilo prebere na vseh shodih komunističnih in komsomolskih lokalnih enot, pri čemer so bili na sejo povabljeni nepartijski aktivisti. Zato je bil "Tajni govor" javno prebran na dobesedno tisočih sestankih, zaradi česar je pogovorno ime dokumenta nekoliko napačno. Celotno besedilo je bilo uradno objavljeno v sovjetskem tisku leta 1989 po padcu komunizma.

## Kritike
Poljski filozof Leszek Kołakowski je leta 1978 kritiziral Hruščova, ker ni opravil nobene analize sistema, ki mu je predsedoval Stalin, in izjavil: "Stalin je bil preprosto zločinec in maniak, osebno kriv za vse zločine in trpljenje naroda. Kako in v kakšnih družbenih razmerah bi lahko krvoločni paranoik petindvajset let izvajal neomejeno despotsko oblast nad državo z dvesto milijoni prebivalcev, ki je bila v tem obdobju blagoslovljena z najbolj naprednim in demokratičnim sistemom vladanja v človeški zgodovini – do te enigme govor ni ponudil nobenega namiga. Gotovo je bilo le, da sta sovjetski sistem in sama partija ostala brezhibno čista in nista nosila odgovornosti za grozodejstva tirana."
Tudi zahodni zgodovinarji so imeli nekoliko kritičen pogled na govor. J. Arch Getty je leta 1985 komentiral, da so "Hruščova razkritja [...] skoraj v celoti sebična. Težko se je izogniti vtisu, da so imela razkritja politične namene v Hruščovovem boju z Molotovom, Malenkovim in Kaganovičem". Zgodovinar Geoffrey Roberts je dejal, da je Hruščovov govor postal "eno ključnih besedil zahodnega zgodovinopisja Stalinove dobe. Toda mnogi zahodni zgodovinarji so bili skeptični glede Hruščovih prizadevanj, da bi vso krivdo za pretekle komunistične zločine zvalil na Stalina".